# 1943 v loďstvech
Tento článek obsahuje významné události v oblasti loďstev v roce 1943.

## Události
- Dne 14. května byla u břehů Queenslandu potopena australská nemocniční loď AHS Centaur japonskou ponorkou I-177.

## Lodě vstoupivší do služby
- leden –  HMS Thruster (F131) – tanková výsadková loď třídy Boxer
- 14. ledna –  USS Independence (CVL-22) – lehká letadlová loď třídy Independence
- 1. února –  USS LST-325 – tanková výsadková loď třídy LST-1
- 12. února –  HMS Ariadne (M65) – minonoska třídy Abdiel
- 17. února –  USS Lexington (CV-16) – letadlová loď třídy Essex
- 22. února –  USS Iowa (BB-61) – bitevní loď stejnojmenné třídy
- 25. února –  USS Princeton (CVL-23) – lehká letadlová loď třídy Independence
- březen –  HMS Bruizer (F127) – tanková výsadková loď třídy Boxer
- 23. března –  USS New Jersey (BB-62) – bitevní loď třídy Iowa
- 15. dubna –  USS Yorktown (CV-10) – letadlová loď třídy Essex
- květen –  HMS Boxer (F121) – tanková výsadková loď třídy Boxer
- 3. května –  USS Belleau Wood (CVL-24) – lehká letadlová loď třídy Independence
- 24. května –  USS Bunker Hill (CV-17) – letadlová loď třídy Essex
- 28. května –  USS Cowpens (CVL-25) – lehká letadlová loď třídy Independence
- 17. června –  USS Monterey (CVL-26) – lehká letadlová loď třídy Independence
- 24. července –  USS Cabot (CVL-28) – lehká letadlová loď třídy Independence
- 16. srpna –  USS Intrepid (CV-11) – letadlová loď třídy Essex
- 31. srpna –  USS Langley (CVL-27) – lehká letadlová loď třídy Independence
- říjen –  Richelieu – bitevní loď stejnojmenné třídy
- 9. října –  HMS Apollo (M01) – minonoska třídy Abdiel
- 15. listopadu –  USS San Jacinto (CVL-30) – lehká letadlová loď třídy Independence
- 17. listopadu –  USS Bataan (CVL-29) – lehká letadlová loď třídy Independence
- 23. listopadu –  Kaijó – letadlová loď
- 24. listopadu –  USS Wasp (CV-18) – letadlová loď třídy Essex
- 25. listopadu –  USS Hornet (CV-12) – letadlová loď třídy Essex